# Jacob Krop
Jacob Krop (Contea di West Pokot, 4 giugno 2001) è un mezzofondista keniota, vincitore della medaglia d'argento nei 5000 m ai campionati mondiali di Oregon 2022 e della medaglia di bronzo a Budapest 2023.

## Palmarès
| Anno | Manifestazione               | Sede       | Evento       | Risultato | Prestazione | Note                                     |
| ---- | ---------------------------- | ---------- | ------------ | --------- | ----------- | ---------------------------------------- |
| 2019 | Campionati africani juniores | Abidjan    | 5000 m piani | Argento   | 13'13"44    |                                          |
| 2019 | Mondiali                     | Doha       | 5000 m piani | 6º        | 13'03"08    |                                          |
| 2022 | Mondiali indoor              | Belgrado   | 3000 m piani | 5º        | 7'43"26     |                                          |
| 2022 | Mondiali                     | Eugene     | 5000 m piani | Argento   | 13'09"98    | Miglior prestazione personale stagionale |
| 2022 | Giochi del Commonwealth      | Birmingham | 5000 m piani | Bronzo    | 13'08"48    |                                          |
| 2023 | Mondiali                     | Budapest   | 5000 m piani | Bronzo    | 13'12"28    |                                          |
| 2024 | Giochi olimpici              | Parigi     | 5000 m piani | 10º       | 13'18"68    | Miglior prestazione personale stagionale |

## Campionati nazionali
2019
- 4º ai campionati kenioti, 5000 m piani - 13'31"76

## Altre competizioni internazionali
2020
- Bronzo all'Herculis ( Monaco), 5000 m piani - 13'11"32

2021
- Argento ai Bislett Games ( Oslo), 3000 m piani - 7'30"07
- 7º all'Athletissima ( Losanna), 3000 m piani - 7'41"50

2022
- Oro al Memorial Van Damme ( Bruxelles), 5000 m piani - 12'45"71
- Argento al Golden Gala ( Roma), 5000 m piani - 12'46"79

2023
- 5º all'Herculis ( Monaco), 5000 m piani - 12'46"01
- 8º al Golden Gala ( Firenze), 5000 m piani - 12'55"57
- 5º alla 10K Valencia Ibercaja ( Valencia) - 27'04"

2024
- 4º al Golden Gala ( Roma), 5000 m piani - 12'51"55
- 7º al Memorial Van Damme ( Bruxelles), 5000 m piani - 13'02"35
- Oro al Meeting de Paris ( Parigi), 3000 m piani - 7'28"83
- Oro al Weltklasse Zürich ( Zurigo), 3000 m piani - 7'34"80

2025
- 11º ai Bislett Games ( Oslo), 5000 m piani - 12'51"16
- 9º all'Herculis ( Monaco), 5000 m piani - 13'04"81
- 12º al Meeting de Paris ( Parigi), 5000 m piani - 13'05"04